# Kislőd, Veszprém
Kislőd (în germană Kischludt) este un sat în districtul Ajka, județul Veszprém, Ungaria, având o populație de 1.267 de locuitori (2011).

## Demografie
Componența etnică a satului Kislőd
     Maghiari (73,03%)
     Germani (23,34%)
     Romi (3%)
     Necunoscut (0,35%)
     Români (0,28%)
     Alții (0,35%)
Componența confesională a satului Kislőd
     Romano-catolici (68,51%)
     Fără religie (4,34%)
     Reformați (3,47%)
     Necunoscută (22,57%)
     Alte religii (1,1%)
Conform recensământului din 2011, satul Kislőd avea 1.267 de locuitori. Din punct de vedere etnic, majoritatea locuitorilor (73,03%) erau maghiari, existând și minorități de germani (23,34%) și romi (3,0%). Apartenența etnică nu este cunoscută în cazul a 0,35% din locuitori.  Din punct de vedere confesional, majoritatea locuitorilor (68,51%) erau romano-catolici, existând și minorități de persoane fără religie (4,34%) și reformați (3,47%). Pentru 22,57% din locuitori nu este cunoscută apartenența confesională.

## Personalități
- Izidor Gross (1866–1942), maestru șahist, executat de naziști